# Église de la Trinité de Mobile
L'église de la Trinité est une église anglicane, située à Mobile, dans l'État de l'Alabama, aux États-Unis. Cet édifice religieux, la première grande église construite dans le style néo-gothique en Alabama, a été conçu par les architectes Frank Wills et Henry C. Dudley,

## Historique
Fondée en 1845, en tant que deuxième église épiscopalienne, à Mobile, après la cathédrale du Christ, l'église de la Trinité a été construite à partir du 8 avril 1853. Une épidémie de fièvre jaune balaya la ville cette année-là et le registre de l'église indique que le recteur procéda à 49 funérailles en septembre 1853. Cela semble avoir retardé la construction, finalement achevée en 1857.
L'ouragan Frédéric (en) a endommagé le bâtiment en 1979, notamment une partie de la toiture, des fenêtres ont été brisées et la flèche endommagées. Tous ces dommages furent réparés, avec un renfort en acier ajouté à la flèche reconstruite.
L'église a été inscrite Registre national des lieux historiques en 1990 et proposé au National Historic Landmark, mais elle n'a pas obtenu ce statut en raison du déménagement du bâtiment.
Rénovée en 2010, elle fut gravement endommagée le 25 décembre 2012 par une tornade de niveau 2 qui traversa la ville. Elle perdit plus d'un tiers de son toit, le mur avant de la salle paroissiale s'effondra et il y eut également d'autres dommages infligés à la structure.

## Architecture
L'église de la Trinité est de style néo-gothique et s'inspire de l'architecture gothique anglaise du XIVe siècle. Construite en brique, elle dispose d'une nef et d'un chancel, avec un clocher monumental. Elle servit d'inspiration pour le recteur de l'église de la Nativité à Huntsville, notamment avec l'embauche de l'architecte Frank Wills, pour la conception de l'église pour sa congrégation. Les modèles pour les deux églises sont très similaires.